# Verpa (schelp)
Verpa is een geslacht van tweekleppigen uit de  familie van de Penicillidae.

## Soort
- Verpa penis (Linnaeus, 1758)
- Verpa philippinensis (Chenu, 1843)